# Chiesa di San Giovanni in Xenodochio
La chiesa di San Giovanni in Xenodochio è un edificio religioso di Cividale del Friuli, che si affaccia sulla piazza omonima, lungo la strada che esce dal centro cittadino verso  Sanguarzo.

## Storia
L'attuale costruzione risale al XVIII secolo, ma sul sito era già presente una chiesa fin dal V-VI secolo, come dimostrato da scavi archeologici del 1916 che hanno scoperto i resti di una basilica paleocristiana ed una necropoli con tombe romane e longobarde.
Successivamente divenne chiesa-madre dei Longobardi di rito ariano e poi cattolico. Il nome Xenodochio  è legato alla tradizione, secondo la quale il duca longobardo Rodoaldo avrebbe fatto costruire un ospizio, tradizione confermata anche da un diploma carolingio del 792.

## Interno
La chiesa ha pianta centrale, con presbiterio rialzato e due cappelle laterali.
Il soffitto contiene dipinti di Palma il Giovane con San Giovanni Evangelista circondato da quattro dottori della Chiesa (1581).
Il soffitto della sacrestia è stato affresco da Giovanni Battista Canal con Giovanni Battista e la Madonna nella Gloria celeste; risale alla fine del XVIII secolo.
Per questa chiesa furono realizzate nel 1584 le due pale San Rocco e Vergine con Gesù Bambino di Paolo Veronese, ora conservate al Museo diocesano cristiano e del tesoro del duomo.